# Stirling (circonscription du Parlement d'Écosse)
Pour les articles homonymes, voir Stirling.
Stirling dans le Stirlingshire était un Burgh royal qui a élu un Commissaire au Parlement d'Écosse et à la Convention des États.
Le Parlement d'Écosse a cessé d'exister avec l'Acte d'Union de 1707, et le commissaire de Stirling John Erskine, a été l'un de ceux qui ont été cooptés pour représenter l'Écosse au premier Parlement de Grande-Bretagne. À partir des élections générales de 1708, Culross, Dunfermline, Inverkeithing, Stirling et Queensferry ont formé le district de Stirling, envoyant un membre au Parlement .

## Liste des commissaires de burgh
- 1474: James Shaw de Sauchie[1]
- 1572 convention: James Shaw[1]
- 1612: John Sherar[1]
- 1612, 1617 convention, 1617: John Williamson, greffier de la ville [2]
- 1621: Duncan Paterson  [3]
- 1625 convention: John Cowan  [3]
- 1628–33, 1630 convention, 1639–41, 1643–44, 1644–46, 1648: Thomas Bruce, provost [4]
- 1646–47, 1648–51: John Shorte, parfois provost[1]
- 1651: John Cowan  [3]
- 1661–63, 1665 convention: Duncan Nairn, provost [5]
- 1667 convention: James Steinston [6]
- 1669–74: James Stevenson, provost [7]
- 1678 convention, 1681–82: Robert Russell, provost [8]
- 1685–86: John McCulloch, provost [9]
- 1689 convention, 1689–90: Hugh Kennedy de Schelloch (mort vers 1690)[10]
- 1693–95: John Dick (expulsé en 1695 pour menaces) [10]
- 1696–97: Patrick Thompson, trésorier d'Édimbourg (mort en 1698)[10]
- 1697–1702: Francis Napier de Craigannet, provost [10]
- 1702–07: John Erskine[11]